# FIFA 18
FIFA 18  är ett fotbollsspel utvecklat av EA Sports och utgivet av Electronic Arts. Spelet släpptes internationellt den 29 september 2017 till Microsoft Windows, Playstation 3, Playstation 4, Xbox 360, Xbox One och Nintendo Switch. Den 29 maj 2018 lanserades, i samband med Världsmästerskapet i fotboll för herrar, en uppdatering med spelinnehåll baserat på världsmästerskapet. Uppdateringen skulle komma att vara kompatibel med spelkonsolerna Xbox One, Playstation 4 och Nintendo Switch samt även med PC.